# ARMA: Armed Assault
ARMA: Armed Assault (também estilizado como Arma e ArmA), também conhecido como ARMA: Combat Operations na América do Norte, é um jogo militar tático de tiro em primeira e terceira pessoa desenvolvido pelo estúdio checo Bohemia Interactive Studio, para o Microsoft Windows. Foi lançado no final de 2006.
Arma é sucessor espiritual de Operation Flashpoint: Cold War Crisis e possui um motor de jogo reformado, com gráficos, física e funcionalidade multijogador melhoradas, e novas unidades e veículos. Um pacote de expansão chamado ARMA: Queen's Gambit foi lançado em 2007.
Devido a conflitos legais entre a Bohemia Interactive e Codemasters (a publicadora original de Operation Flashpoint), Codemasters é a proprietária intelectual do nome Operation Flashpoint. Já que a BI cortou sua ligação com a Codemasters e não possui mais o direito legal de usar o nome Operation Flashpoint, Armed Assault é considerado o descendente de Operation Flashpoint.